# دنی فارست
دنی فارست (انگلیسی: Danny Forrest؛ زادهٔ ۲۳ اکتبر ۱۹۸۴) بازیکن فوتبال اهل بریتانیا است.
از باشگاه‌هایی که در آن بازی کرده‌است می‌توان به باشگاه فوتبال برافورد پارک آونیو، باشگاه فوتبال هاکنال تاون، باشگاه فوتبال کراولی تاون، باشگاه فوتبال بارو، باشگاه فوتبال هروگیت تاون، باشگاه فوتبال گینزبورو ترینیتی، باشگاه فوتبال گایزلی، و باشگاه فوتبال برادفورد سیتی اشاره کرد.